# Ilha Atlasov
A ilha Atlasov ou Atlasova (em russo:  Остров Атласова;, em japonês:  阿頼度島, Araido ) é uma ilha russa no arquipélago das ilhas Curilas. Tem uma área de 119 km² e é a mais setentrional ilha e vulcão do arquipélago, e também o mais alto vulcão da região. Faz parte do oblast de Sacalina, na Rússia.
A ilha tem o seu nome em homenagem a Vladimir Atlasov, explorador russo do século XVII que incluiu a península de Kamchatka na Rússia. Essencialmente é o cone de um vulcão submarino, o vulcão Alaid, que chega a 2239 m de altitude. A ilha é desabitada.